# Homosexualität in Angola

Angola

In Angola ist Homosexualität  in Teilen der Gesellschaft tabuisiert, aber homosexuelle Handlungen sind in Angola durch das neue Strafgesetzbuch nicht mehr strafbar. Die Artikel 70 und 71 des alten angolanischen Strafgesetzbuches verboten private, freiwillige homosexuelle Handlungen unter Erwachsenen als „an offense against public morality“. Strafgesetze bestanden erstmals seit der portugiesischen Kolonialisierung und wurden nach der Unabhängigkeit Angolas übernommen und erst 2018 abgeschafft. Es besteht keine große LGBT-Communitys in Angola, obwohl die Gesellschaft liberaler geworden ist und im Vergleich zu anderen afrikanischen Staaten deutlich toleranter ist. Nach einer Umfrage der ILGA aus dem Jahr 2017 unterstützen 61 % der Angolaner die Aussage, dass schwule, lesbische und bisexuelle Menschen dieselben Rechte wie heterosexuelle Mitbürger verdienen.  Homosexuelle Menschen werden dadurch immer weniger in den gesellschaftlichen Untergrund gedrängt.